# Myrsine elata
Myrsine elata är en viveväxtart som beskrevs av Jackes. Myrsine elata ingår i släktet Myrsine och familjen viveväxter. Inga underarter finns listade i Catalogue of Life.